# Colostethus thorntoni
Colostethus thorntoni es una especie de anfibio anuro de la familia Dendrobatidae.

## Distribución geográfica
Esta especie es endémica del departamento de Antioquia en Colombia. Habita entre los 1480 y 2270 m sobre el nivel del mar en la ladera norte de la Cordillera Central.

## Descripción
El holotipo femenino mide 32,5 mm.

## Etimología
Esta especie lleva el nombre en honor a Wilmot A. Thornton.

## Publicación original
- Cochran & Goin, 1970 : Frogs of Colombia. United States National Museum Bulletin, vol. 288, p. 1-655[6]